# Kayte Christensen
Kayte Lauren Christensen (nascida em 16 de novembro de 1980) é uma comentarista norte-americana de cores e ex-jogadora profissional da National Women's Basketball Association.

## Infância e educação
Kayte Lauren Christensen nasceu em Lakeview, Oregon, filha de Randy e Cathy Christensen. Ela frequentou a Modoc High School em Alturas, Califórnia, e se formou em 1998. Ela foi nomeada MVP da Shasta Cascade League em suas temporadas de segundo ano, júnior e sênior. Sua temporada sênior a viu nomeada Jogador do Ano da Divisão V da Califórnia em 1998, a caminho de vencer o campeonato da Divisão V da Federação Interescolar da Califórnia.
Christensen frequentou a faculdade na Universidade da Califórnia, em Santa Bárbara, onde competiu no time de basquete feminino com as futuras jogadoras da WNBA Erin Buescher, Lindsay Taylor e Kristen Mann. Ela foi nomeada para a equipe All-Freshman da Big West Conference em 1999 e foi a Jogadora do Ano de 2002 no Big West.

## Carreira profissional de basquete
Christensen foi selecionado pelo Phoenix Mercury na terceira rodada (40º no geral) do Draft de 2002 da WNBA. Ela passou quatro temporadas com o Mercury antes de assinar com o Houston Comets em 24 de março de 2006. Ela foi dispensada em 19 de maio de 2006, quando não conseguiu fazer parte do elenco da temporada regular de Houston. Ela assinou um contrato de privação de ferimento de curto prazo com Houston em 23 de maio de 2006 antes de voltar ao Mercury em 15 de junho de 2006.
Depois que a temporada de 2006 terminou, Christensen se tornou uma agente livre até que ela assinou um contrato com o Chicago Sky em 8 de março de 2007. Ela foi liberada do Chicago Sky em 20 de maio de 2008 depois de perder jogos devido a uma lesão nas costas recorrente.
Christensen jogou basquete profissional no exterior na Coreia do Sul, Turquia e Grécia durante as temporadas da WNBA.
Christensen recebeu duas vezes o prêmio Offseason Community Assist da WNBA, primeiro em 2003 e segundo em 2004.

## Carreira de comentarista esportivo
Christensen atuou como analista de cores de rádio de basquete feminino do Arizona State Sun Devils, começando em 2003, para a Sun Devil Sports Network na NBC 1190 AM.
Kayte atuou como repórter na quadra do Sacramento Kings da NBA durante as transmissões da Comcast SportsNet na Sleep Train Arena. Em maio de 2010, ela foi substituída por Jim Gray. Ela voltou ao seu papel ao lado da quadra na temporada 2013-14 dos Kings e continua nesse trabalho hoje.
Ela também trabalhou como analista de cores do basquete feminino para ESPN e ESPNU, correspondente de mídia social para o Phoenix Suns e produtora de engajamento de mídia social para The Arizona Republic.

## Diplomacia pública
Em junho de 2011, Christensen viajou para a Venezuela como um SportsUnited Sports enviado para o Departamento de Estado dos EUA. Nessa função, ela trabalhou com Darvin Ham para conduzir clínicas de basquete para 300 jovens de áreas carentes e se reuniu com autoridades esportivas venezuelanas. Ao fazer isso, Christensen ajudou a contribuir para a missão da SportsUnited de promover uma maior compreensão e inclusão por meio do esporte.

## Vida pessoal
Em 22 de setembro de 2014, Christensen foi preso pela Patrulha Rodoviária da Califórnia por dirigir alcoolizado (DUI).